# 埃内斯托·巴尔韦德
歐内斯托·巴尔韦德·特赫多尔（西班牙語：Ernesto Valverde Tejedor，1964年2月9日—），西班牙前足球運動員，曾執教西班牙甲組足球聯賽豪门巴塞罗那，现执教西班牙甲組足球聯賽俱乐部毕尔巴鄂竞技。

## 球員生涯
巴尔韦德於14年職業生涯間共效力過6支球隊，包括兩支勁旅巴塞隆拿和毕尔巴鄂竞技。

## 執教生涯
退役後擔任主球隊教練，曾執教毕尔巴鄂竞技、維拉利爾，華倫西亞及巴塞罗那。
自2017年5月底接任巴塞領隊，至2020年1月被解僱為止，巴爾韋德領軍出戰145場不同賽事，勝率達近67%，而他在西甲帶領球隊取得66場勝仗，勝率達69.5%，成為球隊史上勝率第5高的領隊，更曾經創下聯賽36場不敗的走勢。巴爾韋德任內為巴塞帶來4項錦標，其中蟬聯兩季聯賽冠軍，亦曾高舉西班牙盃及超級盃。巴尔韦德也是队史首位在联赛和欧冠都排名第一但是却遭到中途解雇的主教练。不過，巴塞連續兩季在歐聯淘汰賽，在首回合領先的形勢下，分別被羅馬及利物浦逆轉出局。
2022年6月30日，巴爾韋德第三度回到毕尔巴鄂竞技執教。

## 執教球隊榮譽
西班牙人 Espanyol
- 欧洲联盟杯亚军：2006/2007

奥林匹亚科斯 Olympiacos
- 希腊足球超级联赛冠军：2008/2009, 2010/2011, 2011/2012
- 希腊杯足球赛冠军：2008/2009, 2011/2012

毕尔巴鄂竞技 Athletic Bilbao
- 西班牙超级盃冠军：2015

巴塞罗那 Barcelona
- 西班牙足球甲级联赛冠军：2017/2018, 2018/2019
- 西班牙國王盃冠军：2017/2018
- 西班牙超级盃冠军：2018

## 外部連結
- BDFutbol球員檔案（页面存档备份，存于） （英文）
- BDFutbol教練檔案 （页面存档备份，存于） （英文）
- National team data （西班牙文）
- 畢爾包體育會檔案 （英文）